# Supermarket horror
Supermarket horror (Chopping Mall) è un film horror statunitense del 1986 diretto da Jim Wynorski. La storia è incentrata su alcuni robot che dovrebbero fungere da guardie giurate in un grosso centro commerciale e che invece iniziano ad uccidere i dipendenti.

## Trama
Un gruppo di amici decide di restare tutta la notte in un supermercato per spassarsela con i prodotti ivi contenuti, specialmente i super alcolici. Ma sulle loro tracce ci sono tre guardie robot andate in cortocircuito a causa di un malfunzionamento e pronte ad uccidere.

## Produzione
Il film fu prodotto dalla Concorde Pictures e dalla Trinity Pictures. Prodotto da Roger Corman (che fece da produttore esecutivo) e dalla moglie Julie Corman e diretto da Jim Wynorski (noto in seguito come regista di numerosi film a basso costo), fu girato al Beverly Center e alla Sherman Oaks Galleria (un centro commerciale nel distretto di Sherman Oaks) di Los Angeles, California con un budget stimato in 800.000 dollari. Wynorski scrisse la sceneggiatura insieme a Steve Mitchell. Il titolo di lavorazione fu R.O.B.O.T.. Nel cast è presente anche Dick Miller, attore caratterista (presente anche nei due Gremlins) che aveva già lavorato diverse in varie produzioni di Corman.
Ci sono almeno due versioni differenti del film. Quella distribuita in televisione ha alcuni filmati extra, come un piccolo omaggio a L'assalto dei granchi giganti, alcune scene di Ferdy e Allison che guardano la TV, alcune riprese aeree, e l'estensione di alcune riprese con Ferdy e Allison.

## Distribuzione
Fu inizialmente distribuito nei cinema statunitensi con il titolo Killbots il 21 marzo 1986. Alcune delle uscite internazionali sono state:
- 21 marzo 1986 negli Stati Uniti (Chopping Mall o Killbots)
- nel Regno Unito
- in Belgio (Killbots)
- in Finlandia (Kuoleman kauppa)
- in Francia (Shopping)
- in Italia (Supermarket horror)

## Promozione
Le tagline sono:
- "Where shopping can cost you an arm and a leg." ("Dove lo shopping può costare un braccio e una gamba.").
- "Chopping Mall - Where they slash their prices - and their customers!" ("Chopping Mall - Dove si tagliano i prezzi - e i clienti!").
- "Buy or Die" ("Compra o muori").
- "At Park Plaza Mall the security force isn't just tight, it's terrifying!" ("Al centro commerciale di Park Plaza la forza di sicurezza non è solo dura, è terrificante!").
- "Shop til you drop, dead!" ("Fai compere fino a che sei sfinito, morto!").

## Critica
Secondo Rudy Salvagnini (Dizionario dei film horror) il film non ha una trama particolarmente ingegnosa ma il plot viene comunque valorizzato dal regista Wynorski. A livello generale, il film si presenta godibile, "ironico e dinamico" ma soffre di banalità. Altro punto a favore è il cast che si rivela "interessante" anche nei ruoli di supporto (Dick Miller, Paul Bartel, Mary Woronov, Gerrit Graham, Mel Welles).